# Rijstkorrelmos
Rijstkorrelmos (Pycnothelia papillaria) is een korstmossoort uit de familie Cladoniaceae. De soort is in Nederland zeer zeldzaam en staat op de Nederlandse Rode Lijst als ernstig bedreigd.

## Determinatie
Rijstkorrelmos is een korstvormig korstmos. Het thallus bestaat uit glimmende witgrijze bolletjes (tot 2 mm groot) met bruine toppen op een witgrijze achtergrond.

### Gelijkende taxa
De soort kan verward worden met stuifzandkorrelloof en roze heikorst.

## Ecologie
Rijstkorrelmos groeit in heidevelden en stuifzanden, vooral op heischraal grasland en tankbanen. De soort groeit vaak samen met plomp bekermos, slank stapelbekertje en hamerblaadje.

### Syntaxonomie
In de syntaxonomie staat rijstkorrelmos te boek als kensoort voor de ezelspootje-associatie binnen de orde van ruig haarmos. Deze associatie wordt beschouwd als de soortenrijkste terrestrische korstmosvegetatie van Nederland.

## Verspreiding in Nederland
In 2007 werd rijstkorrelmos aangetroffen in het Nationaal Park De Hoge Veluwe en in 2012 op de Elspeetsche Heide. In 2013 werden groeiplaatsen ontdekt in het Harskampse Zand en in Heumensoord. Omdat de soort sinds 2002 niet meer was aangetroffen werd gedacht dat het was uitgestorven in Nederland, onder meer vanwege eutrofiëring en verzuring door stikstofdepositie.